# USA-237
USA-237, или NROL-15 (англ. National Reconnaissance Office Launch) — американский спутник, запущенный в интересах Национального управления военно-космической разведки США.
Возможно аппарат принадлежит к типу Mentor, или Advanced Orion. Это спутники радиотехнической разведки третьего поколения, предназначенные для перехвата телеметрических данных во время испытаний баллистических ракет России, Китая и других стран. Спутник выведен на геостационарную орбиту. При выводе спутника на ракете Дельта-4 впервые использованы двигатели Pratt & Whitney Rocketdyne RS-68A, которые являются форсированным вариантом RS-68.